# Весенние голоса (вальс)
«Весенние голоса» (нем. Frühlingsstimmen) — один из самых известных вальсов Иоганна Штрауса-сына, opus 410. Написан в 1882 г., впервые исполнен в 1883 на благотворительном концерте в театре «Ан дер Вин».
Вальс изначально задумывался и часто исполняется совместно с вокальной партией (колоратурное сопрано).

## В культуре
- Вальс звучит в начале фильма Жана Ренуара «Великая иллюзия» (1937).
- Брайан Мэй использовал фрагмент вальса в альбоме группы Queen «A Day at the Races» (1976).
- Используется в фильме «Бетонная утопия» (2023).